# Jantzen Derrick
Jantzen Derrick (sinh ngày 10 tháng 1 năm 1943) là một cựu tiền đạo bóng đá người Anh.
Ông khởi đầu sự nghiệp với Bristol City, thi đấu 259 trận và ghi 31 bàn thắng. Ông trải qua một mùa giải tại Paris Saint-Germain. Ông cũng có mùa giải 1970–71 thi đấu dưới dạng cho mượn ở Mansfield Town.